# Groupe Naumann
Le groupe Naumann ou cercle Naumann (en allemand Naumann-Kreis) aussi appelé le cercle des Gauleiters, est une organisation clandestine d'anciens nazis formée en Allemagne de l'Ouest plusieurs années après la fin de la guerre. Ce cercle fut fondé et mené par Werner Naumann, dernier secrétaire d'État du ministère de la Propagande du Reich alors dirigé par Joseph Goebbels. Entre 1951 et 1953, l'organisation tenta d'infiltrer le FDP et deux autres petits partis politiques pour un possible retour au pouvoir. Les services secrets britanniques démantelèrent l'organisation en arrêtant Naumann et plusieurs autres membres au début de 1953 mais ils furent libérés ensuite par un tribunal allemand pour charges insuffisantes.
Ce réseau a fait l'objet de plusieurs ouvrages historiques.

## Membres
En plus de Werner Naumann, le cercle comprenait beaucoup de personnalités ayant tenu des positions à responsabilités sous le Troisième Reich, dont 7 des 43 Gauleiters, plusieurs de ses anciens collègues au ministère de la Propagande et plusieurs officiers de haut rang de la Schutzstaffel (SS), certains condamnés pour crimes des guerre. La liste ci-dessous est une liste partielle des membres connus les plus importants du cercle ou associés à celui-ci, :
- Ernst Achenbach, directeur du fond de donation Adolf Hitler et tête du département politique de l'ambassade d'Allemagne dans le Paris occupé
- Gunter d'Alquen, journaliste et standartenführer SS, éditeur en chef de l'hebdomadaire SS Das Schwarze Korps
- Artur Axmann, Reichsjugendführer et leader des Jeunesses hitlériennes de 1940 à 1945
- Werner Best, chef de l'Amt I (administration) de la Gestapo au  (Office central de la sûreté du Reich, plénipotentiaire du Reich au Danemark et Obergruppenführer
- Karl Friedrich Bornemann, Gebietsführer (chef de secteur) de la Jeunesse hitlérienne à Düsseldorf
- Wolfgang Diewerge (en), conseiller ministériel au ministère de la Propagande du Reich
- Friedrich Karl Florian, Gauleiter du Gau de Düsseldorf et SA-Obergruppenführer.
- Alfred Frauenfeld (en), Gauleiter de Vienne avant l'Anschluss et Generalkommissar en temps de guerre dans la Crimée occupée
- Hans Fritzsche, chef du bureau de presse puis tard du bureau de la radio au Ministère de la Propagande, acquitté lors des procès de Nuremberg
- Josef Grohé, Gauleiter du Gau de Cologne-Aix-la-Chapelle et Reichskommissar pour le Reichskommissariat de Belgique et du Nord de la France
- Heinrich Haselmayer (de), leader de la Union des étudiants nationaux-socialistes allemands à Hambourg et un médecin qui publia des travaux soutenant la stérilisation de personnes considérées comme "génétiquement malades"
- Paul Hausser, SS-Oberstgruppenführer, Generaloberst de la Waffen-SS et premier président de l'Association d'aide mutuelle des anciens Waffen-SS
- Karl Kaufmann, Gauleiter et Reichsstatthalter (gouverneur du Reich) du Gau Hambourg et Obergruppenführer SS
- Wilhelm Keppler, homme d'affaires et financier, créateur de la Freundeskreis der Wirtschaft (en), secrétaire d'État au ministère des Affaires étrangères et Obergruppenführer SS ; condamné à dix ans de prison lors du procès des Ministères mais libéré en février 1951
- Hartmann Lauterbacher, Gauleiter du Gau Süd Hanovre-Brunswick, Oberpräsident de la province de Hanovre, adjoint du Reichsjugendführer Baldur von Schirach et Obergruppenführer SS
- Wilhelm Meinberg, Président du Reichsnährstand, Gruppenführer SS et qui deviendra président du Deutsche Reichspartei de 1955 à 1960
- Karl Scharping (de), conseiller du gouvernement et adjoint de Hans Fritzsche au département radiophonique du ministère de la Propagande
- Gustav Adolf Scheel, Gauleiter et Reichsstatthalter du gau de Salzbourg, ancien leader des étudiants du Reich et Obergruppenführer SS
- Paul Karl Schmidt, directeur ministériel et chef de presse au ministère des Affaires étrangères, Obersturmbannführer SS
- Günther Schwägermann, adjudant auprès de Joseph Goebbels et Hauptsturmführer SS
- Heinz Siepen (en), Ortsgruppenleiter du Parti nazi à Solingen et Landrat (en) dans le Reichsgau Wartheland
- Franz Six, chef de l'Amt VII (Recherche idéologique) au Bureau principal de la sécurité du Reich, commandant d'un Einsatzkommando en Union soviétique occupée et Brigadeführer SS ; condamné à 20 ans de prison pour meurtre de masse, libéré en octobre 1952
- Eberhard Taubert (en), directeur ministériel et chef du département Anti-Komintern au ministère de la Propagande, juge au Tribunal du Peuple
- Edmund Veesenmayer, plénipotentiaire du Reich à la Régence de Hongrie, où il est impliqué dans l'Holocauste, Brigadeführer SS ; condamné à 20 ans de prison pour crime contre l'humanité mais libéré en décembre 1951
- Paul Wegener, Gauleiter du gau de Weser-Ems, Reichstatthalter de l'Oldenbourg et de Brême, Obergruppenführer SS
- Paul Zimmermann (en), Brigadeführer et Chef supérieur de la SS et de la Police en Union soviétique occupée

## Référence
- (en) Cet article est partiellement ou en totalité issu de l’article de Wikipédia en anglais intitulé « Naumann Circle » (voir la liste des auteurs).

1. ↑  (de) Der Naumann-Kreis in Zukunft braucht Erinnerung.
2. ↑  (de) Baldow, Beate (2012) Episode oder Gefahr? Die Naumann-Affäre pages 311–332.